# Кабу-Бранку
Ка́бу-Бра́нку (порт. Cabo Branco — «белый мыс») — мыс в Бразилии, в 8 км к северо-востоку от города Жуан-Песоа. Был открыт испанским мореплавателем Диего Лепе в 1500 году и назван в честь Святого Августина — Сан-Агустин. На утёсах мыса расположен маяк, на котором есть знак самой восточной точки материка, однако точно установлено, что крайней точкой является находящийся рядом мыс Сейшас.